# Ana de Peralta
Ana de Peralta fue una feminista ecuatoriana nacida en Huachi, provincia de Tungurahua, cantón Ambato.
Fue la primera mujer en protestar contra la Cédula Real de 1752, expedida por los reyes de España, por prohibir a las mujeres mestizas usar prendas  indígenas y de los españoles. Por ello se le atribuyen estas palabras: 

"Si no somos dueñas de nuestro vestido pobre prenda que cubre nuestro cuerpo y la que adquirimos con el esfuerzo del trabajo diario. ¿Entonces de qué somos dueñas, sino podemos tener la mínima libertad para escoger lo que va a cubrir nuestra desnudez? ¿Qué podemos escoger si es un pecado sentirnos bien, presentarnos adecuadamente ante los demás? ¿De qué otro pecado se nos podrá acusar?"

Además creó el primer movimiento de mujeres en el territorio de Ecuador.